# Rejon słowjanoserbski
Rejon słowjanoserbski – jednostka administracyjna w składzie obwodu ługańskiego Ukrainy.
Powstał w 1966 roku. Ma powierzchnię 1100 km² i liczy około 61 tysięcy mieszkańców. Siedzibą władz rejonu jest Słowjanoserbśk.
W skład rejonu wchodzą 1 rad miejska, 5 rad osiedlowych oraz 9 rad wiejskich, obejmujących w sumie 45 wsi i 4 osady.